# Yum! Brands
Yum! Brands!, Inc ou Yum! é uma holding estadunidense do setor de alimentação que controla, desenvolve, franquia e licencia globalmente as cadeias de fast-food KFC, Pizza Hut, Taco Bell e Wingstreet. Em 2016, operava 43.000 restaurantes em aproximadamente 130 países, e tinha 505.000 empregados.
Com sede em Louisville, Kentucky, é uma das maiores corporações de fast-food do mundo em vendas, sendo cotada na Bolsa de Valores de Nova Iorque e no índice S&P 500.
Foi fundada em 1997 como Tricon Global Restaurants, Inc, ex-divisão de restaurantes fast-food da Pepsico que reunia então as redes recém adquiridas KFC, Pizza Hut e Taco Bell.